# 塔菲·埃布尔
塔菲·埃布尔（英語：Taffy Abel，1900年5月28日—1964年8月1日），美国男子冰球运动员，场上位置是后卫。他曾代表美国国家队参加1924年冬季奥林匹克运动会冰球比赛，获得一枚银牌。